# أندرياس لايتنر
أندرياس لايتنر (بالألمانية: Andreas Leitner) (25 مارس 1994 في النمسا - ) هو لاعب كرة قدم نمساوي في مركز حراسة المرمى. شارك مع منتخب النمسا تحت 17 سنة لكرة القدم ومنتخب النمسا تحت 18 سنة لكرة القدم ومنتخب النمسا تحت 19 سنة لكرة القدم ومنتخب النمسا تحت 21 سنة لكرة القدم ومنتخب النمسا لكرة القدم. أما مع النوادي، فقد لعب مع أدميرا فاكر مودلينغ وأوستريا فيينا وشتورم غراتس ولاسك لينتس ونادي كلاغنفورت.

## وصلات خارجية
- أندرياس لايتنر على موقع قاعدة بيانات كرة القدم.إي يو (الإنجليزية)
- أندرياس لايتنر على موقع Soccerway.com (الإنجليزية)
- أندرياس لايتنر على موقع عالم كرة القدم.نت (الإنجليزية)